# Ləkit Malax
Ləkit Malax è un comune dell'Azerbaigian situato nel distretto di Qax. Conta una popolazione di 127 abitanti.